# حزب خران
حزب خران عنوان یک حزب فرضی است که در کرمانشاه توسط نشریه توفیق ایجاد شد. نشریه توفیق از طریق بیانیه‌های این حزب به‌طور غیر مستقیم انتقادات خود را مطرح می‌کرد. عمران صلاحی، طنزنویس ایرانی درباهٔ حزب خران می‌گوید: «در روزنامه‌ی توفیق یک حزب خران بود که یک ارگان خران داشت من خردبیر آن بودم». سید فرید قاسمی کتابی با عنوان «روزنامه حزب خران» حاوی مقالات توفیق دربارهٔ این حزب منتشر کرد. جمعیت حزب خران از حدود سال ۱۳۴۲ خورشیدی به وجود آمد. ولی تشکیلات رسمی آن از ۱۶ شهریور سال ۱۳۴۶ به وجود آمد.

## عضویت
متقاضیان برای حزب خران باید ثابت می‌کردند که «می‌توانستند رشوه بگیرند ولی نگرفتند؛ می‌توانستند دزدی کنند ولی نکردند» و در صورت اثبات ادعا به عضویت حزب پذیرفته می‌شدند؛ زیرا خودداری از انجام کار نادرست، بیانگر تحمل فشار اقتصادی-اجتماعی، به خاطر صداقت و پاکی در منش آنها یا پشتیبانی از افراد ضعیف جامعه بود.
از شمار اعضای حزب خران آمار دقیقی در دست نیست ولی بین چند هزار تا چند صدهزار روایت می‌شود. مردان عضو حزب خران را «نره‌خر»، زنان را «ماچه‌خر» و نوجوانان را «کره خر» می‌نامیدند.

## شعار
شعار حزب خران، این بیت سعدی بود:
| گاوان و خران باربردار |  | به ز آدمیان مردم آزار |

## اساسنامه
1. اتحاد و همبستگی کلیه خران ایران و جهان
2. ایجاد روح خرپروی در دنیا
3. رفع ظلم از عموم خرهای بارکش و سیخونک خورده و پاره کردن همه پوزبندها و افسارها.
4. ابراز علاقهٔ جدی به امور خرکی
5. ایجاد دنیایی که در آن خرها به راحتی زندگی کنند و هیچ‌کس خر دیگری نباشد.
6. پشتیبانی از دهقانان جوکار، یونجه کار و شبدرکار
7. پشتیبانی از تأسیس بانک علوفه
8. جمع‌آوری و مخالفت با هرگونه افسار و سیخونک و پالان و انهدام اصول خرکچی بازی‌های مستبدانه
9. ایجاد محیطی که هر خری بتواند در آن آزادنه به عرعر و جفتک پراکنی بپردازد.

## میراث
طنزپردازان اقلیم کردستان عراق هنوز هم برای برخی مسائل از کنایه‌هایی از این حزب استفاده می‌کنند.